# Связь в Сербии
Связь в Сербии включает в себя развитую сеть телекоммуникаций (телефонные соединения — выделенные линии и мобильная связь — и сербский сегмент Интернета), а также радиовещание и телевидение.

## Телефонная связь
В стране насчитывается 2990100 телефонных линий по состоянию на 2012 год, что в среднем составляет по 41 линии на 100 человек. Несмотря на развитие цифровых технологий, в стране ещё есть около 100 тысяч аналоговых телефонных линий, ещё 127 тысяч запросов на предоставление телефонной линии остаются на рассмотрении. Телефонный код страны — 381.
В стране насчитывается также 9137900 мобильных номеров по состоянию на 2012 год, что составляет примерно 125% покрытия территории страны. Крупнейшие мобильные операторы связи — Vip mobile, МТС и Telenor Serbia. Доступны услуги 2G, 3G и 4G.

## Интернет в Сербии
В Сербии насчитывается на 2012 год 4,1 млн пользователей Интернета и 1,1 млн Интернет-хостов (в 2011 году пользователей было 3,8 млн человек, а хостов в 2005 году — всего 22046). Национальный домен верхнего уровня — .rs, но в последнее время доступным становится и кириллический домен .срб. Процент пользователей по видам соединения:
- Dial-up (PTSN и ISDN): 6,2%
- Мобильный Интернет (3G и HSDPA): 26,1%
- Кабельная сеть: 35,6%
- ADSL: 32,1%.

В стране действуют 222 Интернет-провайдера. На первом месте по числу абонентов (700 тысяч человек) идёт провайдер Serbia Broadband, предоставляющий доступ в Интернет по кабелю, телефонную связь по выделенной линии и широкополосный доступ в Интернет. Также одним из крупных провайдеров в Сербии является Telekom Srbija, предоставляющий доступ в Интернет по dial-up, ISDN и xDSL. По состоянию на 2013 год были доступны скорости в 5, 10, 20, 30, 50 и 100 Мбит/с. Доступ в Интернет предоставляют мобильные операторы Vip mobile, МТС и Telenor — услуги 2G (до 250 кбит/с), 3G (до 42 Мбит/с) и 4G (от 100 до 150 Мбит/с).

## Телерадиовещание
Главным телерадиовещателем страны является компания Радио и телевидение Сербии. Радиовещание в Сербии как части Югославии началось 24 марта 1929 года с открытия первой радиостанции в Белграде. Телевещание появилось уже после Второй мировой войны, 23 августа 1958 на Белградской телестудии в прямом эфире вышла программа новостей, в которой показали репортаж с Белградской ярмарки. В 1960-е годы стали развиваться многие жанры телевидения: на югославском телевидении появились многочисленные сериалы и фильмы, а также документальные передачи и развлекательные программы. К 1970-м годам вещание Белградской телестудии охватывало всю территорию СР Сербии. С 31 декабря 1971 года началось цветное вещание в системе PAL, а вскоре начала работу и вторая программа Белградского телевидения. В 1976 году был построен второй радиопередатчик в СР Сербии: в Звечке был построен передатчик мощностью 2 МВт для AM-вещания. В 1989 году появилась третья программа Белградского телевидения, в Белграде начало вещание Радио 101 (в том числе и на Воеводину) специально для молодёжи наравне с Радио 202. С 1990 года в стране начинается региональное вещание в Нише, Крагуеваце, Ягодине и Шабаце: каждый день местные новости и передачи выходили вместо программы «Београдска хроника».
В 1990-е годы сербские радиовещание и телевидение неоднократно критиковались западными журналистами за нарушение свободы слова: ряд журналистов был уволен за своё неприязненное отношение к Слободану Милошевичу. Радио и телевидение Сербии подвергалось массированной критике за однобокое освещение событий гражданской войны в Югославии (как в Боснии, так и Албании) и даже обвинялось в фальсификации некоторых сюжетов. 23 апреля 1999 года белградский телецентр был разрушен авиацией НАТО, а ряд журналистов погибли. Международные организации (в том числе Amnesty International) назвали это военным преступлением, однако при этом никто из представителей руководства НАТО не принёс извинения за случившееся.
После смены власти в Сербии сербское телевидение пережило реконструкцию и к 2006 году вернуло всю аудиторию, уменьшившуюся после увольнения ряда журналистов в 1990-е годы. С 2008 года в стране к 50-летию РТС началось цифровое вещание благодаря нескольким DVB-T передатчикам, испытанное впервые на конкурсе песни «Евровидение» в Белграде. 23 августа 2008 на РТС в информационной программе «Дневник» по случаю её 50-летия появились первые её телеведущие, которые зачитывали последние новости и метеосводку. Всем семьям, в которых 23 августа 2008 родились дети, РТС подарила по плоскоэкранному телевизору. 9 сентября 2009 в 21:00 (9 часов вечера) РТС перешла в HD-вещание, а 23 августа 2014 к 56-летию РТС начала вещание в формате 16:9.
В стране насчитывалось 113 AM-радиостанций, 194 FM-радиостанций и 2 коротковолновых на 1998 год, в 1997 году была 771 телевизионная станция (86 мощных и 685 маломощных, а также 20 повторителей в крупнейших сетях). Спутниковое вещание в настоящее время осуществляется при помощи спутника Intelsat. В настоящее время в Сербии насчитываются семь крупнейших телеканалов: РТС 1, РТС 2, РТС 3 (все из Радио и телевидения Сербии), Прва, Б92, Pink и Happy TV (все — частные), а также более 100 региональных и телевизионных каналов. Из радиостанций в стране наиболее популярными являются Радио Белград 1, Радио Белград 2/3, Радио Белград 202, Play Radio, Радио S2, Радио S1, Radio Fokus и Hit FM; также в стране есть более 100 региональных радиостанций.

## Цензура
Законами Сербии не ограничивается доступ в Интернет, право электронной переписки или общения в чатах, однако, по некоторым данным, правительство контролирует переписки некоторых отдельных лиц. Свобода слова распространяется и на Интернет: граждане имеют право высказывать свои мысли и убеждения в Интернете, если при этом они не нарушают права других граждан. Вмешательство правительства в частную жизнь, раскрытие личной, семейной тайны или тайны переписки также запрещено. Органам правопорядка запрещено вести слежку за конкретным лицом, подозревающимся в нарушении закона, без разрешения высших инстанций, однако органы игнорируют эти законы. Правозащитники неоднократно предъявляли претензии в адрес высокопоставленных лиц, обвиняя их в нарушении тайны переписки.
С 2010 года введён Закон об электронной связи, который обязывает операторов связи хранить в течение дата распечатки телефонных звонков с указанием времени разговора (даты начала, продолжительности и окончания), а также типе переговоров и местонахождении аппарата. Доступ к распечаткам, однако, может быть получен только в случае наличия соответствующего судебного разрешения.
В 2014 году после наводнения в Сербии правительство объявило режим чрезвычайного положения, что привело к росту паники в сербском обществе: порой было тяжело отличить правдивую информацию от лживой по поводу масштабов и последствий стихийного бедствия. Несколько веб-сайтов, которые критиковали официальные заявления правительства и официальные меры по помощи пострадавшим, были отключены. Совет ОБСЕ по свободе СМИ осудил подобные меры, назвав их давлением на свободу слова. Вучич в ответ обозвал ОБСЕ «лгунами», но позднее принёс свои извинения и пообещал разобраться в случившемся.